# Ennezat
Ennezat ist ein Ort und eine Gemeinde mit 2.658 Einwohnern (Stand 1. Januar 2022) im zentralfranzösischen Département Puy-de-Dôme in der Region Auvergne-Rhône-Alpes.

## Lage und Klima
Ennezat liegt inmitten einer sumpfigen und von Entwässerungskanälen durchzogenen Talsenke im Herzen der Limagne in einer Höhe von ca. 320 m. Der Ort befindet sich ungefähr 35 km (Fahrtstrecke) südwestlich von Vichy bzw. 25 km nordöstlich von Clermont-Ferrand; Riom, der Hauptort des Arrondissements, liegt 9 km westlich. Das Klima ist gemäßigt; Regen (ca. 650 mm/Jahr) fällt überwiegend im Sommerhalbjahr. Das Gemeindegebiet wird vom Fluss Ambène durchquert.

## Bevölkerungsentwicklung
| Jahr                       | 1800 | 1851 | 1901 | 1954 | 1999 | 2018 |
| Einwohner                  | 2393 | 1507 | 1246 | 869  | 2044 | 2483 |
| Quellen: Cassini und INSEE |      |      |      |      |      |      |

Der stetige Bevölkerungsrückgang im 19. und der ersten Hälfte des 20. Jahrhunderts ist auf die Reblauskrise im Weinbau sowie auf die zunehmende Mechanisierung der Landwirtschaft und die Aufgabe von kleineren Bauernhöfen zurückzuführen. Wegen ihrer Nähe zum Großraum von Clermont-Ferrand erlebt die Gemeinde seit den 1970er Jahren einen erneuten Bevölkerungsschub.

## Wirtschaft
Die Einwohner von Ennezat arbeiten meist in den größeren Städten Riom und Clermont-Ferrand. Darüber hinaus spielen indirekt die Landwirtschaft in der fruchtbaren Umgebung der Limagne sowie Kleinhandel und Handwerk eine wichtige Rolle im Wirtschaftsleben der Gemeinde.

## Geschichte
Wegen der fruchtbaren Böden der Limagne war der Platz wohl schon in keltischer Zeit besiedelt. Die Römer zogen durch diese Gegend, um ins Pariser Becken zu gelangen. Im 10. Jahrhundert war Ennezat eine aufstrebende Stadt, die sowohl von den Grafen der Auvergne als auch von den Grafen des Poitou umworben wurde. Seit dem 11. Jahrhundert gab es gleich zwei Städte in unmittelbarer Nachbarschaft: Ennezat-le-Chastel (mit einem für das Mittelalter typischen unregelmäßigen Straßengrundriss) und Ennezat-Villeneuve (mit absolut rechtwinklig verlaufenden Straßenzügen); beide Städte bildeten eine gemeinsame Pfarrei, wurden aber getrennt verwaltet.

## Sehenswürdigkeiten

### Sonstige
- Der spätmittelalterliche jüdische Friedhof des Orts ist der größte in ganz Frankreich und seit 2009 als Monument historique[2] klassifiziert. Die über 700 Gräber reichen bis ins 13. Jahrhundert zurück. Er soll teilweise wieder instand gesetzt und gepflegt werden. Unter Karl VI. wurden im Jahre 1394 alle französischen Juden des Landes verwiesen (siehe: Geschichte der Juden in Frankreich).